# 國防白皮書
國防白皮書，是將一國政府定期或不定期對外界公佈，性質著重於國防方面的白皮書之通稱，因為世界上有公開此類報告書的政府間，其名稱並無統一。下文介紹順序為任意排列，無先後差別。

## 美国
《國防戰略書》是美國國防部的軍力報告，依據2017年度美國國防授權法而取代原先的報告書《四年期國防總檢》（Quadrennial Defense Review，縮寫：QDR），後者是1997年起每隔4年就需提出的報告。

## 英国
- 2010年戰略國防與安全審查書（英语：Strategic Defence and Security Review 2010）
- 2015年戰略國防與安全審查書（英语：Strategic Defence and Security Review 2015）
- 2020年戰略國防與安全審查書（英语：Strategic Defence and Security Review 2020）

## 法國
- 2013年法國國防和國家安全白皮書（英语：2013 French White Paper on Defence and National Security）
- 2008年法國國防和國家安全白皮書（英语：2008 French White Paper on Defence and National Security）

## 德国
- 德國聯邦國防軍白皮書（德语：Weißbuch (Bundeswehr)）

## 
- 韓國國防白皮書（朝鲜语：국방백서）：韓國政府的國防白皮書

## 外部連結
- （英文）Quadrennial Defense Review （页面存档备份，存于）－美國國防部
- （日語）防衛省・自衛隊：防衛白書 （页面存档备份，存于）－防衛省
- （简体中文）国防白皮书 （页面存档备份，存于）－中华人民共和国国防部
- （繁體中文）國防報告書、四年期國防總檢討－中華民國國防部
- （繁體中文）中華民國一百年國防報告書-國防部後備指揮部